# Sports Illustrated
Sports Illustrated este o revistă americană de sport fondată în august 1954 de co-fondatorul companiei Time Inc., Henry Luce.
A fost deținută până în 2018 de Time, Inc., apoi a fost vândută la Authentic Brands Group (ABG) urmând vânzării lui Time, Inc. la Meredith Corporation.
Tirajul revistei în anul 2007 a fost de aproximativ 3 231 969 exemplare. De ea aparține Sports Illustrated Swimsuit Issue.